# Lucy Griffiths (Schauspielerin, 1919)
Lucy Griffiths (* 24. April 1919 in Birley, Herefordshire, England; † 29. September 1982 in London) war eine britische Schauspielerin.

## Leben
Griffiths hatte ihr Fernsehdebüt 1952 in einer Folge der BBC-Serie Wednesday Theatre. Ihr Filmdebüt folgte im darauf folgenden Jahr in Michael Andersons Komödie Hypnose gefällig...? an der Seite von Jon Pertwee und William Hartnell. 1955 war sie im Komödienklassiker Ladykillers als Miss Pringle zu sehen. Zwischen 1959 und 1975 wirkte sie an acht Filmen der Carry-On-Filmreihe sowie der mit der Reihe verbundenen Komödie Krankenschwester auf Rädern mit. Griffiths war in drei der vier Miss-Marple-Verfilmungen mit Margaret Rutherford in kleinen Rollen zu sehen. Ferner spielte sie in den Hammer-Filmen Frankensteins Höllenmonster neben Peter Cushing und Schlag 12 in London an der Seite von Christopher Lee. Neben ihren 40 Filmrollen in drei Jahrzehnten trat sie auch in zahlreichen Fernsehserien auf, unter anderem in zwei Folgen der Kultserie Nummer 6, in fünf Folgen von Task Force Police, sowie in zwei Folgen von Der Doktor und das liebe Vieh.

## Filmografie (Auswahl)
- 1955: Ladykillers (The Ladykillers)
- 1958: Chefinspektor Gideon (Gideon’s Day)
- 1959: 41 Grad Liebe (Carry On Nurse)
- 1960: Ist ja irre – Diese strammen Polizisten (Carry On, Constable)
- 1960: Schlag 12 in London (The Two Faces of Dr. Jekyll)
- 1961: 16 Uhr 50 ab Paddington (Murder, She Said)
- 1961: Nicht so toll, Süßer (Carry On Regardless)
- 1963: Auch die Kleinen wollen nach oben (The Mouse on the Moon)
- 1963: Krankenschwester auf Rädern (Nurse On Wheels)
- 1964: Mörder ahoi! (Murder Ahoy)
- 1964: Vier Frauen und ein Mord (Murder Most Foul)
- 1967: Das total verrückte Krankenhaus (Carry On Doctor)
- 1967: Der Fremde im Haus (Stranger in the House)
- 1969: Das total verrückte Irrenhaus (Carry On Again Doctor)
- 1970: Liebe, Liebe usw. (Carry On Loving)
- 1973: Bitte keinen Sex, wir sind Briten (No Sex Please: We're British)
- 1974: Frankensteins Höllenmonster (Frankenstein and the Monster from Hell)
- 1975: Der total verrückte Mumienschreck (Carry On Behind)
- 1975: Wer hat unseren Dinosaurier geklaut? (One of Our Dinosaurs Is Missing)
- 1978: Der Doktor und das liebe Vieh (All Creatures Great & Small, Fernsehserie, 2 Episoden)
- 1978: Der Hund von Baskerville (The Hound of the Baskervilles)